# Seznam pilotovaných vesmírných letů 2010–2019

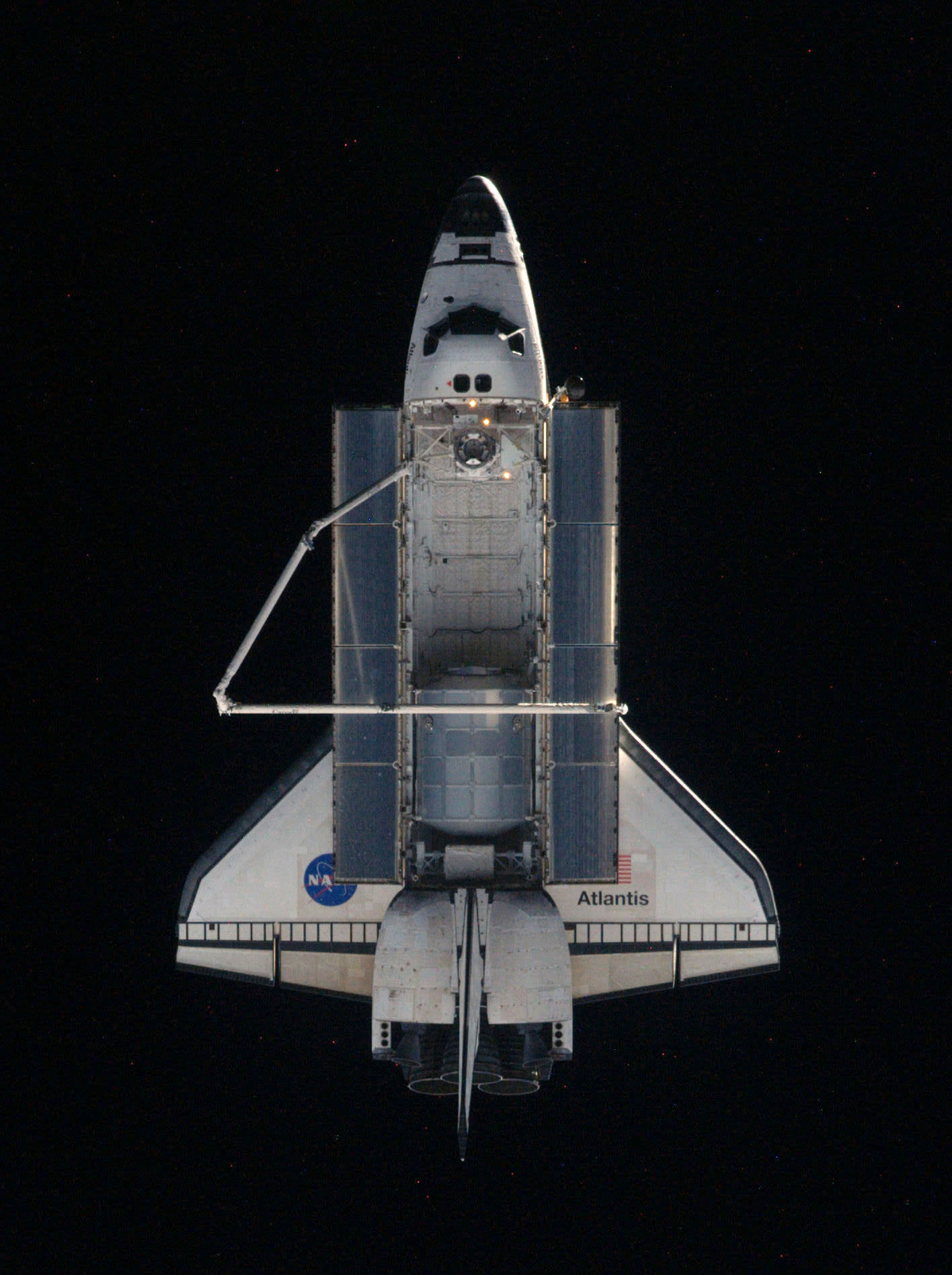
Raketoplán Atlantis odlétá od Mezinárodní vesmírné stanice v závěru letu STS-135, posledního letu raketoplánů Space Shuttle. V nákladovém prostoru je modul Raffaello s materiálem odváženým ze stanice.

Podrobný seznam pilotovaných vesmírných letů 2010–2019 zahrnuje lety ruských kosmických lodí typu Sojuz k Mezinárodní vesmírné stanici (ISS), závěrečné lety raketoplánů v rámci amerického programu Space Shuttle, také k ISS, a čínské pilotované lety lodí Šen-čou k vesmírným stanicím Tchien-kung 1 a Tchien-kung 2.
Roku 2010 vzlétly Shuttly třikrát, další rok následovaly opět tři lety. Závěrečný z nich – mise STS-135 raketoplánu Atlantis v červenci 2011 byla i posledním letem Shuttlu vůbec. Náhradou za raketoplány vyvíjela společnost Lockheed Martin pro NASA kosmickou loď MPCV (přejmenovaný Orion) a firmy SpaceX a Boeing vyvíjely s finanční podporou americké vlády lodě Dragon, resp. Starliner. Roku 2019 proběhly první bezpilotní orbitální lety lodí Dragon a Starliner.
Lety Sojuzů k ISS pokračovaly v pravidelném rytmu čtyřikrát ročně (pouze roku 2019 vzlétly do vesmíru tři Sojuzy). Polovinu míst na nich si pro svou polovinu posádek ISS u Roskosmosu zakoupila NASA, např. roku 2013 byl uzavřen kontrakt pro starty do konce roku 2016.
Čínský pilotovaný kosmický program pokračoval třemi lety lodí Šen-čou, roku 2012 a 2013 ke stanici Tchien-kung 1 a roku 2016 ke stanici Tchien-kung 2.

## Seznam letů
| Pokračování ze seznamu pilotovaných vesmírných letů 2000–2009       | Pokračování ze seznamu pilotovaných vesmírných letů 2000–2009       | Pokračování ze seznamu pilotovaných vesmírných letů 2000–2009                                                                                   | Pokračování ze seznamu pilotovaných vesmírných letů 2000–2009                                                                                     | Pokračování ze seznamu pilotovaných vesmírných letů 2000–2009 | Pokračování ze seznamu pilotovaných vesmírných letů 2000–2009 | Pokračování ze seznamu pilotovaných vesmírných letů 2000–2009 |
| Znak mise                                                           | Loď                                                                 | Mise, posádka | Foto posádky | Cíl letu                                                      | Shrnutí mise | Ref.                                                          |
| ------------------------------------------------------------------- | ------------------------------------------------------------------- | --- | --- | ------------------------------------------------------------- | --- | ------------------------------------------------------------- |
|                                                                     |                                                                     | | |                                                               | |                                                               |
| Rok 2010                                                            |                                                                     | | |                                                               | |                                                               |
| Znak mise STS-130                                                   | Endeavour Start: 8. února 2010 Přistání: 22. února 2010             | STS-130 George Zamka Terry Virts Robert Behnken Kathryn Hireová Nicholas Patrick Stephen Robinson                                               | Zleva: Patrick, Virts, Behnken, Hireová, Zamka, Robinson                                                                                          | Mezinárodní vesmírná stanice (ISS)                            | Montážní mise, montáž modulů Tranquility (Node 3) a Cupola, tři výstupy do vesmíru. | [ 3 ]                                                         |
|                                                                     | Sojuz TMA-18 Start: 2. dubna 2010 Přistání: 25. září 2010           | Expedice 23/24 Alexandr Skvorcov ml. Tracy Caldwellová Michail Kornijenko                                                                       | Zleva: Caldwellová, Skvorcov, Kornijenko | Mezinárodní vesmírná stanice (ISS)                            | Přílet tří členů posádky Expedice 23. Sojuz TMA-18 zůstal u stanice připojen půl roku jako záchranný člun, na Zem se vrátil v září 2010 se stejnou posádkou. | [ 4 ]                                                         |
| Znak mise STS-131                                                   | Discovery Start: 5. dubna 2010 Přistání: 20. dubna 2010             | STS-131 Alan Poindexter James Dutton Richard Mastracchio Dorothy Metcalf-Lindenburgerová Stephanie Wilsonová Naoko Jamazakiová Clayton Anderson | Zleva: Richard Mastracchio, Stephanie Wilsonová, James Dutton, Dorothy Metcalf-Lindenburgerová, Alan Poindexter, Naoko Yamazaki, Clayton Anderson | Mezinárodní vesmírná stanice (ISS)                            | Zásobovací mise, použití logistického modulu MPLM Leonardo, připojena nová nádrž ATA s amoniakem pro termoregulační systém stanice, tři výstupy do vesmíru. | [ 5 ]                                                         |
| Znak mise STS-132                                                   | Atlantis Start: 14. května 2010 Přistání: 26. května 2010           | STS-132 Kenneth Ham Dominic Antonelli Stephen Bowen Michael Good Piers Sellers Garrett Reisman                                                  | Sedí: Ken Ham (uprostřed), Garrett Reisman (vlevo), Stephen Bowen (vpravo); stojí zleva: Michael Good, Tony Antonelli, Piers Sellers              | Mezinárodní vesmírná stanice (ISS)                            | Montážní mise, na ISS dopraven a připojen ruský modul MIM-1 Rassvet, tři výstupy do vesmíru. | [ 6 ]                                                         |
|                                                                     | Sojuz TMA-19 Start: 15. června 2010 Přistání: 26. listopadu 2010    | Expedice 24/25 Douglas Wheelock Fjodor Jurčichin Shannon Walkerová                                                                              | Douglas Wheelock (vlevo), Shannon Walkerová, Fjodor Jurčichin                                                                                     | Mezinárodní vesmírná stanice (ISS)                            | Přílet tří členů posádky Expedice 24. Sojuz TMA-19 zůstal u stanice připojen půl roku jako záchranný člun, na Zem se vrátil v listopadu 2010 se stejnou posádkou. | [ 7 ]                                                         |
|                                                                     | Sojuz TMA-01M Start: 7. října 2010 Přistání: 16. března 2011        | Expedice 25/26 Alexandr Kaleri Oleg Skripočka Scott Kelly                                                                                       | Zleva Kelly, Kaleri a Skripočka | Mezinárodní vesmírná stanice (ISS)                            | Přílet tří členů posádky Expedice 25. Sojuz TMA-01M zůstal u stanice připojen půl roku jako záchranný člun, na Zem se vrátil v březnu 2011 se stejnou posádkou. | [ 8 ]                                                         |
|                                                                     | Sojuz TMA-20 Start: 15. prosince 2010 Přistání: 24. května 2011     | Expedice 26/27 Dmitrij Kondraťjev Paolo Nespoli Catherine Colemanová                                                                            | Zleva Colemanová, Kondratěv, Nespoli | Mezinárodní vesmírná stanice (ISS)                            | Přílet tří členů posádky Expedice 26. Sojuz TMA-20 zůstal u stanice připojen půl roku jako záchranný člun, na Zem se vrátil v květnu 2011 se stejnou posádkou. | [ 9 ]                                                         |
| Rok 2011                                                            |                                                                     | | |                                                               | |                                                               |
| Znak mise STS-133                                                   | Discovery Start: 24. února 2011 Přistání: 9. března 2011            | STS-133 Steven Lindsey Eric Boe Benjamin Drew Stephen Bowen Michael Barratt Nicole Stottová                                                     | Zleva: Benjamin Drew, Nicole Stottová, Eric Boe, Steven Lindsey, Michael Barratt a Steve Bowen                                                    | Mezinárodní vesmírná stanice (ISS)                            | Na ISS dopravena venkovní logistická plošina ELC, víceúčelový logistický modul Leonardo a robonaut R2, proběhly dva výstupy do vesmíru. | [ 10 ]                                                        |
|                                                                     | Sojuz TMA-21 Start: 4. dubna 2011 Přistání: 16. září 2011           | Expedice 27/28 Alexandr Samokuťajev Andrej Borisenko Ronald Garan                                                                               | Zleva Garan, Samokuťajev, Borisenko | Mezinárodní vesmírná stanice (ISS)                            | Přílet tří členů posádky Expedice 27. Sojuz TMA-21 zůstal u stanice připojen půl roku jako záchranný člun, na Zem se vrátil v září 2011 se stejnou posádkou. | [ 11 ] [ 12 ]                                                 |
| Znak mise STS-134                                                   | Endeavour Start: 16. května 2011 Přistání: 1. června 2011           | STS-134 Mark Kelly Gregory H. Johnson Andrew Feustel Michael Fincke Gregory Chamitoff Roberto Vittori                                           | Zleva sedí: Gregory H. Johnson, Mark Kelly, Andrew Feustel, Zadní řada zleva: Michael Fincke, Greg Chamitoff, Roberto Vittori                     | Mezinárodní vesmírná stanice (ISS)                            | Na ISS dopraven spektrometr AMS-2 (Alpha Magnetic Spectrometer) a venkovní logistická plošina ELC-3, proběhly čtyři výstupy do vesmíru. | [ 13 ]                                                        |
|                                                                     | Sojuz TMA-02M Start: 7. června 2011 Přistání: 22. listopadu 2011    | Expedice 28/29 Sergej Volkov Satoši Furukawa Michael Fossum                                                                                     | Zleva Volkov, Fossum, Furukawa | Mezinárodní vesmírná stanice (ISS)                            | Přílet tří členů posádky Expedice 28. Sojuz TMA-02M zůstal u stanice připojen půl roku jako záchranný člun, na Zem se vrátil v listopadu 2011 se stejnou posádkou. | [ 14 ]                                                        |
| Znak mise STS-135                                                   | Atlantis Start: 8. července 2011 Přistání: 21. července 2011        | STS-135 Christopher Ferguson Douglas Hurley Sandra Magnusová Rex Walheim                                                                        | Zleva:Rex Walheim, pilot Douglas Hurley, kapitán Christopher Ferguson a Sandra Magnusová                                                          | Mezinárodní vesmírná stanice (ISS)                            | Zásobovací mise, závěrečný let programu Space Shuttle, použití logistického modulu MPLM Raffaello, jeden výstup do vesmíru. | [ 15 ] [ 16 ]                                                 |
|                                                                     | Sojuz TMA-22 Start: 14. listopadu 2011 Přistání: 27. dubna 2012     | Expedice 29/30 Anton Škaplerov Anatolij Ivanišin Daniel Burbank                                                                                 | Zleva Ivanišin, Škaplerov, Burbank | Mezinárodní vesmírná stanice (ISS)                            | Přílet tří členů posádky Expedice 29. Sojuz TMA-22 zůstal u stanice připojen půl roku jako záchranný člun, na Zem se vrátil v dubnu 2012 se stejnou posádkou. | [ 17 ] [ 18 ] [ 19 ]                                          |
|                                                                     | Sojuz TMA-03M Start: 21. prosince 2011 Přistání: 1. července 2012   | Expedice 30/31 Oleg Kononěnko André Kuipers Donald Pettit                                                                                       | Zleva Donald Pettit, Oleg Kononěnko a André Kuipers                                                                                               | Mezinárodní vesmírná stanice (ISS)                            | Přílet tří členů posádky Expedice 30. Sojuz TMA-03M zůstal u stanice připojen půl roku jako záchranný člun, na Zem se vrátil v červenci 2012 se stejnou posádkou. | [ 20 ] [ 18 ] [ 21 ]                                          |
| Rok 2012                                                            |                                                                     | | |                                                               | |                                                               |
|                                                                     | Sojuz TMA-04M Start: 15. května 2012 Přistání: 17. září 2012        | Expedice 31/32 Gennadij Padalka Sergej Revin Joseph Acabá                                                                                       | Zleva Joseph Acabá, Gennadij Padalka a Sergej Revin                                                                                               | Mezinárodní vesmírná stanice (ISS)                            | Přílet tří členů posádky Expedice 31. Sojuz TMA-04M zůstal u stanice připojen půl roku jako záchranný člun, na Zem se vrátil v září 2012 se stejnou posádkou. | [ 22 ] [ 23 ]                                                 |
|                                                                     | Šen-čou 9 Start: 16. června 2012 Přistání: 29. června 2012          | Šen-čou 9 Ťing Chaj-pcheng Liou Wang Liou Jang                                                                                                  | | Vesmírná stanice Tchien-kung 1                                | První čínská mise k vesmírné stanici Tchien-kung 1, nácvik spojení kosmické lodi se stanicí, experimenty na stanici. První čínská kosmonautka. | [ 24 ] [ 25 ]                                                 |
|                                                                     | Sojuz TMA-05M Start: 15. července 2012 Přistání: 19. listopadu 2012 | Expedice 32/33 Jurij Malenčenko Sunita Williamsová Akihiko Hošide                                                                               | Zleva Jurij Malenčenko, Sunita Williamsová a Akihiko Hošide                                                                                       | Mezinárodní vesmírná stanice (ISS)                            | Přílet tří členů posádky Expedice 32. Sojuz TMA-05M zůstal u stanice připojen jako záchranný člun, na Zem se vrátil v listopadu 2012 se stejnou posádkou. | [ 26 ] [ 27 ]                                                 |
|                                                                     | Sojuz TMA-06M Start: 23. října 2012 Přistání: 16. března 2013       | Expedice 33/34 Oleg Novickij Jevgenij Tarelkin Kevin Ford                                                                                       | Zleva Kevin Ford, Oleg Novickij a Jevgenij Tarelkin                                                                                               | Mezinárodní vesmírná stanice (ISS)                            | Přílet tří členů posádky Expedice 33. Sojuz TMA-06M zůstal u stanice připojen půl roku jako záchranný člun, na Zem se vrátil v březnu 2013 se stejnou posádkou. | [ 28 ] [ 29 ]                                                 |
|                                                                     | Sojuz TMA-07M Start: 19. prosince 2012 Přistání: 14. května 2013    | Expedice 34/35 Roman Romaněnko Christopher Hadfield Thomas Marshburn                                                                            | Zleva Thomas Marshburn, Roman Romaněnko a Christopher Hadfield                                                                                    | Mezinárodní vesmírná stanice (ISS)                            | Přílet tří členů posádky Expedice 34. Sojuz TMA-07M zůstal u stanice připojen půl roku jako záchranný člun, na Zem se vrátil v květnu 2013 se stejnou posádkou. | [ 30 ] [ 31 ]                                                 |
| Rok 2013                                                            |                                                                     | | |                                                               | |                                                               |
|                                                                     | Sojuz TMA-08M Start: 28. března 2013 Přistání: 11. září 2013        | Expedice 35/36 Pavel Vinogradov Alexandr Misurkin Christopher Cassidy                                                                           | Zleva Christopher Cassidy, Pavel Vinogradov a Alexandr Misurkin                                                                                   | Mezinárodní vesmírná stanice (ISS)                            | Přílet tří členů posádky Expedice 35. Sojuz TMA-08M zůstal u stanice připojen půl roku jako záchranný člun, na Zem se vrátil v září 2013 se stejnou posádkou. | [ 32 ] [ 33 ]                                                 |
|                                                                     | Sojuz TMA-09M Start: 28. května 2013 Přistání: 11. listopadu 2013   | Expedice 36/37 Fjodor Jurčichin Luca Parmitano Karen Nybergová                                                                                  | Zleva Fjodor Jurčichin, Karen Nybergová, Luca Parmitano                                                                                           | Mezinárodní vesmírná stanice (ISS)                            | Přílet tří členů posádky Expedice 36. Sojuz TMA-09M zůstal u stanice připojen půl roku jako záchranný člun, na Zem se vrátil v listopadu 2013 se stejnou posádkou. | [ 34 ] [ 35 ]                                                 |
|                                                                     | Šen-čou 10 Start: 11. června 2013 Přistání: 26. června 2013         | Šen-čou 10 Nie Chaj-šeng Čang Siao-kuang Wang Ja-pching                                                                                         | | Vesmírná stanice Tchien-kung 1                                | Druhý čínský pilotovaný let k vesmírné stanici Tchien-kung 1. Wang Ja-pching je druhá čínská kosmonautka. | [ 36 ] [ 37 ]                                                 |
|                                                                     | Sojuz TMA-10M Start: 22. září 2013 Přistání: 11. března 2014        | Expedice 37/38 Oleg Kotov Sergej Rjazanskij Michael Hopkins                                                                                     | Zleva Michael Hopkins, Oleg Kotov, Sergej Rjazanskij                                                                                              | Mezinárodní vesmírná stanice (ISS)                            | Přílet tří členů posádky Expedice 37. Sojuz TMA-10M zůstal u stanice připojen jako záchranný člun, na Zem se vrátil v březnu 2014 se stejnou posádkou. | [ 38 ] [ 39 ]                                                 |
|                                                                     | Sojuz TMA-11M Start: 7. listopadu 2013 Přistání: 14. května 2014    | Expedice 38/39 Michail Ťurin Richard Mastracchio Kóiči Wakata                                                                                   | Zleva Kóiči Wakata, Michail Ťurin, Richard Mastracchio                                                                                            | Mezinárodní vesmírná stanice (ISS)                            | Přílet tří členů posádky Expedice 38. Sojuz TMA-11M zůstal u stanice připojen jako záchranný člun, na Zem se vrátil v květnu 2014 se stejnou posádkou. | [ 40 ] [ 41 ]                                                 |
| Rok 2014                                                            |                                                                     | | |                                                               | |                                                               |
|                                                                     | Sojuz TMA-12M Start: 25. března 2014 Přistání: 11. září 2014        | Expedice 39/40 Alexandr Skvorcov ml. Oleg Artěmjev Steven Swanson                                                                               | Zleva Swanson, Skvorcov a Artěmjev | Mezinárodní vesmírná stanice (ISS)                            | Přílet tří členů posádky Expedice 39. Sojuz TMA-12M zůstal u stanice připojen jako záchranný člun, na Zem se vrátil v září 2014 se stejnou posádkou. | [ 42 ] [ 43 ]                                                 |
|                                                                     | Sojuz TMA-13M Start: 28. května 2014 Přistání: 10. listopadu 2014   | Expedice 40/41 Maxim Surajev Gregory Wiseman Alexander Gerst                                                                                    | Zleva Gerst, Surajev, Wiseman | Mezinárodní vesmírná stanice (ISS)                            | Přílet tří členů posádky Expedice 40. Sojuz TMA-13M zůstal u stanice připojen jako záchranný člun, na Zem se vrátil v listopadu 2014 se stejnou posádkou. | [ 44 ] [ 45 ]                                                 |
|                                                                     | Sojuz TMA-14M Start: 25. září 2014 Přistání: 12. března 2015        | Expedice 41/42 Alexandr Samokuťajev Jelena Serovová Barry Wilmore                                                                               | Zleva Samokuťajev, Wilmore a Serovová | Mezinárodní vesmírná stanice (ISS)                            | Přílet tří členů posádky Expedice 41. Sojuz TMA-14M zůstal u stanice připojen jako záchranný člun, na Zem se vrátil v březnu 2015 se stejnou posádkou. | [ 46 ] [ 47 ]                                                 |
|                                                                     | Sojuz TMA-15M Start: 23. listopadu 2014 Přistání: 11. června 2015   | Expedice 42/43 Anton Škaplerov Samantha Cristoforettiová Terry Virts                                                                            | Zleva Cristoforettiová, Škaplerov, Virts | Mezinárodní vesmírná stanice (ISS)                            | Přílet tří členů posádky Expedice 42. Sojuz TMA-15M zůstal u stanice připojen jako záchranný člun, na Zem se vrátil v červnu 2015 se stejnou posádkou. | [ 48 ] [ 49 ]                                                 |
| Rok 2015                                                            |                                                                     | | |                                                               | |                                                               |
|                                                                     | Sojuz TMA-16M Start: 27. března 2015 Přistání: 12. září 2015        | Expedice 43/44 Gennadij Padalka Expedice 43/44/45/46 Michail Kornijenko Scott Kelly                                                             | Zleva Kornijenko, Padalka, Kelly | Mezinárodní vesmírná stanice (ISS)                            | Přílet tří členů posádky Expedice 43. Sojuz TMA-16M zůstal u stanice připojen jako záchranný člun, na Zem se vrátil v září 2015 s Padalkou a dvěma členy krátkodobé (18. návštěvní) expedice. Kornijenko a Kelly zůstali na stanici do března 2016.                     | [ 50 ] [ 51 ]                                                 |
|                                                                     | Sojuz TMA-17M Start: 22. července 2015 Přistání: 11. prosince 2015  | Expedice 44/45 Oleg Kononěnko Kimija Jui Kjell Lindgren                                                                                         | Zleva Kononěnko, Lindgren, Jui | Mezinárodní vesmírná stanice (ISS)                            | Přílet tří členů posádky Expedice 44. Sojuz TMA-17M zůstal u stanice připojen jako záchranný člun, na Zem se vrátil se stejnou posádkou 11. prosince 2015. | [ 52 ] [ 53 ]                                                 |
|                                                                     | Sojuz TMA-18M Start: 2. září 2015 Přistání: 2. března 2016          | Expedice 45/46 Sergej Volkov 18. návštěvní expedice (EP-18) Andreas Mogensen Ajdyn Aimbetov                                                     | Zleva Mogensen, Volkov, Aimbetov | Mezinárodní vesmírná stanice (ISS)                            | Přílet jednoho člena posádky Expedice 45 a dvou krátkodobých návštěvníků, kteří se vrátili v Sojuzu TMA-16M. Sojuz TMA-18M zůstal u stanice připojen jako záchranný člun, na Zem se vrátil v březnu 2016 s Kellym a Kornijenkem, kteří ukončili roční misi, a Volkovem. | [ 54 ] [ 55 ]                                                 |
|                                                                     | Sojuz TMA-19M Start: 15. prosince 2015 Přistání: 18. června 2016    | Expedice 46/47 Jurij Malenčenko Timothy Kopra Timothy Peake                                                                                     | Zleva Kopra, Malenčenko, Peake | Mezinárodní vesmírná stanice (ISS)                            | Přílet tří členů posádky Expedice 46. Sojuz TMA-19M zůstal u stanice připojen jako záchranný člun, na Zem se vrátil se stejnou posádkou 5. června 2016. | [ 56 ] [ 57 ]                                                 |
| Rok 2016                                                            |                                                                     | | |                                                               | |                                                               |
|                                                                     | Sojuz TMA-20M Start: 18. březen 2016 Přistání: 7. září 2016         | Expedice 47/48 Alexej Ovčinin Oleg Skripočka Jeffrey Williams                                                                                   | Zleva Williams, Ovčinin, Skripočka | Mezinárodní vesmírná stanice (ISS)                            | Přílet tří členů posádky Expedice 47. Sojuz TMA-20M zůstal u stanice připojen jako záchranný člun, na Zem se vrátil se stejnou posádkou v září 2016. | [ 58 ] [ 59 ]                                                 |
|                                                                     | Sojuz MS-01 Start: 7. července 2016 Přistání: 30. října 2016        | Expedice 48/49 Anatolij Ivanišin Takuja Óniši Kathleen Rubinsová                                                                                | Zleva Rubinsová, Ivanišin, Óniši | Mezinárodní vesmírná stanice (ISS)                            | Přílet tří členů posádky Expedice 48. Sojuz MS-01 zůstal u stanice připojen jako záchranný člun, na Zem se vrátil se stejnou posádkou v listopadu 2016. | [ 60 ] [ 61 ]                                                 |
|                                                                     | Šen-čou 11 Start: 16. října 2016 Přistání: 17. listopadu 2016       | Šen-čou 11 Ťing Chaj-pcheng Čchen Tung | | Vesmírná stanice Tchien-kung 2                                | První čínský pilotovaný let k vesmírné stanici Tchien-kung 2. | [ 62 ] [ 63 ]                                                 |
|                                                                     | Sojuz MS-02 Start: 19. října 2016 Přistání: 10. dubna 2017          | Expedice 49/50 Sergej Ryžikov Andrej Borisenko Robert Kimbrough                                                                                 | Zleva Ryžikov, Kimbrough, Borišenko | Mezinárodní vesmírná stanice (ISS)                            | Přílet tří členů posádky Expedice 49. Sojuz MS-02 zůstal u stanice připojen jako záchranný člun, na Zem se vrátil se stejnou posádkou v dubnu 2017. | [ 64 ] [ 65 ]                                                 |
|                                                                     | Sojuz MS-03 Start: 17. listopadu 2016 Přistání: 2. června 2017      | Expedice 50/51 Oleg Novickij Thomas Pesquet Peggy Whitsonová                                                                                    | Zleva Novickij, Whitsonová, Pesquet | Mezinárodní vesmírná stanice (ISS)                            | Přílet tří členů posádky Expedice 50. Sojuz MS-03 zůstal u stanice připojen jako záchranný člun, na Zem se vrátil s Novickým a Pesquetem v červnu 2017. Whitsonová přistála v Sojuzu MS-04.                                                                             | [ 66 ] [ 67 ]                                                 |
| Rok 2017                                                            |                                                                     | | |                                                               | |                                                               |
|                                                                     | Sojuz MS-04 Start: 20. dubna 2017 Přistání: 3. září 2017            | Expedice 51/52 Fjodor Jurčichin Jack Fischer | Zleva Jurčichin, Fischer | Mezinárodní vesmírná stanice (ISS)                            | Přílet dvou členů posádky Expedice 51. Sojuz MS-04 zůstal u stanice připojen jako záchranný člun, na Zem se vrátil v září 2017 s posádkou Jurčichin, Fischer a Peggy Whitsonová.                                                                                        | [ 68 ] [ 69 ]                                                 |
|                                                                     | Sojuz MS-05 Start: 28. července 2017 Přistání: 14. prosince 2017    | Expedice 52/53 Sergej Rjazanskij Randolph Bresnik Paolo Nespoli                                                                                 | Zleva Nespoli, Rjazanskij, Bresnik | Mezinárodní vesmírná stanice (ISS)                            | Přílet tří členů posádky Expedice 52. Sojuz MS-05 zůstal u stanice připojen jako záchranný člun, na Zem se vrátil v prosinci 2017. | [ 70 ] [ 71 ]                                                 |
|                                                                     | Sojuz MS-06 Start: 12. září 2017 Přistání: 28. února 2018           | Expedice 53/54 Alexandr Misurkin Mark Vande Hei Joseph Acabá                                                                                    | Zleva Acabá, Misurkin, Vande Hei | Mezinárodní vesmírná stanice (ISS)                            | Přílet tří členů posádky Expedice 53. Sojuz MS-06 zůstal u stanice připojen jako záchranný člun, na Zem se vrátil v únoru 2018. | [ 72 ] [ 73 ]                                                 |
|                                                                     | Sojuz MS-07 Start: 17. prosince 2017 Přistání: 3. června 2018       | Expedice 54/55 Anton Škaplerov Scott Tingle Norišige Kanai                                                                                      | Zleva Kanai, Škaplerov, Tingle | Mezinárodní vesmírná stanice (ISS)                            | Přílet tří členů posádky Expedice 54. Sojuz MS-07 zůstal u stanice připojen jako záchranný člun, na Zem se vrátil v červnu 2018. | [ 74 ] [ 75 ]                                                 |
| Rok 2018                                                            |                                                                     | | |                                                               | |                                                               |
|                                                                     | Sojuz MS-08 Start: 21. března 2018 Přistání: 4. října 2018          | Expedice 55/56 Oleg Artěmjev Andrew Feustel Richard Arnold                                                                                      | Zleva Arnold, Feustel, Artěmjev | Mezinárodní vesmírná stanice (ISS)                            | Přílet tří členů posádky Expedice 55. Sojuz MS-08 zůstal u stanice připojen jako záchranný člun, na Zem se vrátil v říjnu 2018. | [ 76 ] [ 77 ]                                                 |
|                                                                     | Sojuz MS-09 Start: 6. června 2018 Přistání: 20. prosince 2018       | Expedice 56/57 Sergej Prokopjev Serena Auñónová Alexander Gerst                                                                                 | Zleva Auñónová, Prokopjev, Gerst | Mezinárodní vesmírná stanice (ISS)                            | Přílet tří členů posádky Expedice 56. Sojuz MS-09 zůstal u stanice připojen jako záchranný člun, na Zem se vrátil v prosinci 2018. | [ 78 ] [ 79 ]                                                 |
|                                                                     | Sojuz MS-10 Neúspěšný start: 11. října 2018                         | Expedice 57 Alexej Ovčinin Nick Hague | Zleva Ovčinin, Hague | Mezinárodní vesmírná stanice (ISS)                            | Plánován přílet dvou členů posádky Expedice 57 na ISS. Během startu nosná raketa havarovala, kosmická loď s kosmonauty nouzově přistála. | [ 80 ] [ 81 ]                                                 |
|                                                                     | Sojuz MS-11 Start: 3. prosince 2018 Přistání: 25. června 2019       | Expedice 58/59 Oleg Kononěnko David Saint-Jacques Anne McClainová                                                                               | Zleva McClainová, Kononěnko a Saint-Jacques | Mezinárodní vesmírná stanice (ISS)                            | Přílet tří členů posádky Expedice 58. Sojuz MS-11 zůstal u stanice připojen jako záchranný člun, na Zem se vrátil v červnu 2019. | [ 82 ] [ 83 ]                                                 |
| Rok 2019                                                            |                                                                     | | |                                                               | |                                                               |
|                                                                     | Sojuz MS-12 Start: 14. března 2019 Přistání: 3. října 2019          | Expedice 59/60 Alexej Ovčinin Nick Hague Christina Kochová                                                                                      | Zleva Kochová, Ovčinin a Hague | Mezinárodní vesmírná stanice (ISS)                            | Přílet tří členů posádky Expedice 59. Sojuz MS-12 zůstal u stanice připojen jako záchranný člun. | [ 84 ] [ 85 ]                                                 |
|                                                                     | Sojuz MS-13 Start: 20. července 2019 Přistání: 6. února 2020        | Expedice 60/61 Alexandr Skvorcov Luca Parmitano Andrew Morgan                                                                                   | Zleva Morgan, Skvorcov a Parmitano | Mezinárodní vesmírná stanice (ISS)                            | Přílet tří členů posádky Expedice 60. Sojuz MS-13 zůstal u stanice připojen jako záchranný člun. | [ 86 ] [ 87 ]                                                 |
|                                                                     | Sojuz MS-15 Start: 25. září 2019 Přistání: 17. dubna 2020           | Expedice 61/62 Oleg Skripočka Jessica Meirová 19. návštěvní expedice (EP-19) Hazzá al-Mansúrí                                                   | Zleva al-Mansúrí, Skripočka a Meirová | Mezinárodní vesmírná stanice (ISS)                            | Přílet dvou členů posádky Expedice 61. Sojuz MS-15 zůstal u stanice připojen jako záchranný člun. al-Mansúrí se po týdnu pobytu na ISS vrátil na Zemi v Sojuzu MS-12 s Alexejem Ovčininem a Nickem Haguem.                                                              | [ 88 ] [ 89 ]                                                 |
| Pokračování na seznamu pilotovaných vesmírných letů 2020–současnost |                                                                     | | |                                                               | |                                                               |